# Вида (дълбачка)
Вижте пояснителната страница за други значения на Вида.
Дълбачката „Вида“ е помощен плавателен съд, използван от Изпълнителна агенция „Проучване и поддържане на река Дунав“ за извършване на драгажна дейност по река Дунав.

## Основни данни
Построена е в Комарно, СР Словакия, Чехословакия през 1981 г.
Максималната дължина на дълбачката е 38,93 м, максимална ширина – 7,67 м, максимална височина – 6,7 м, максимално газене – 1,05 м.

## УП – 6
При разставяне на драгажното съоръжение дълбачка „Вида“ се използва спомагателното средство УП – 6. То е построено през 1979 г. в Саратовския съдостроителен завод в Саратов, РСФСР, СССР. Максималната му дължина е 15,25 м, максимална ширина – 4,25 м, максимална височина – 3,27 м, максимално газене – 0,49 м.